# Attentats du 29 mars 2010 dans le métro de Moscou
Pour les articles homonymes, voir Attentats de Moscou.
Les attentats du 29 mars 2010 à Moscou, survenus à 7 h 52 et à 8 h 36 (heure locale), sont deux attentats-suicides qui ont créé deux explosions et ont fait 39 morts et 102 blessés dans deux stations de la même ligne du métro moscovite. Ils ont été revendiqués par Dokou Oumarov, le fondateur de l'Émirat du Caucase.
En 2004, le métro de Moscou avait déjà été touché par des attentats.

## Les faits
Dans la seconde voiture d'une rame de métro, à hauteur de la station Loubianka, une première explosion à 7 h 52 fait 24 morts.
Puis à 8 h 36 une autre explosion, toujours sur la même ligne et à bord de la troisième voiture d'une autre rame, fait 12 morts à la station Park Koultoury.
Les bombes, composées d'explosifs plastiques, étaient toutes les deux d'une puissance équivalant à environ deux kilos de TNT, portées en ceinture par des femmes. Il semble que des vidéos montrent d'autres femmes les accompagnant jusqu'à l'entrée du métro.
Une troisième ceinture explosive, intacte, a été retrouvée dans la station Park Koultoury.

## Réactions officielles

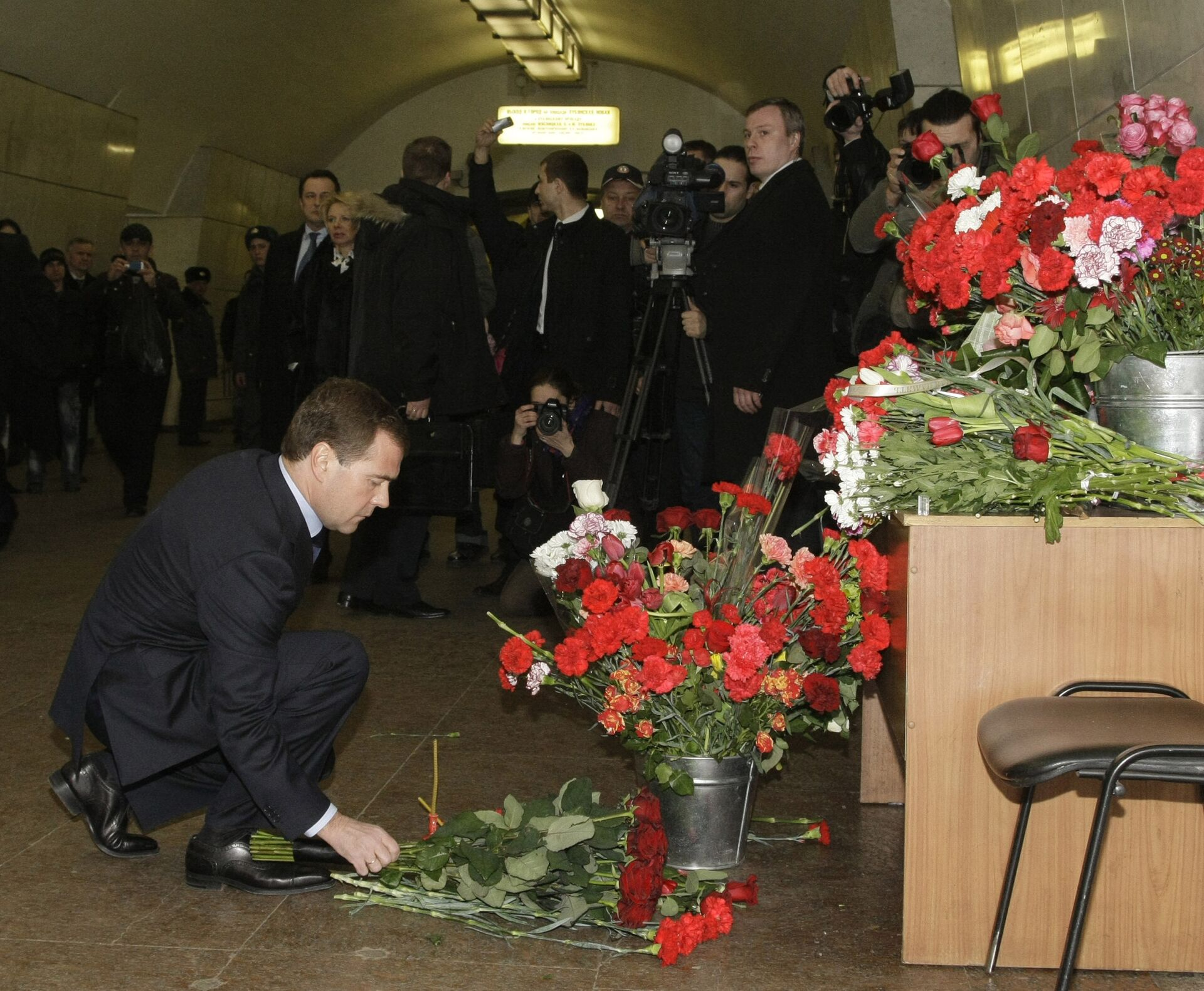
Le président russe Dmitri Medvedev à la station de métro Loubianka.

Le mardi 30 mars est une journée de deuil pour la ville de Moscou.
Dmitri Medvedev, le président russe, a annoncé un renforcement général de la sécurité et une lutte acharnée contre ces terroristes.
Le Premier Ministre russe Vladimir Poutine annonce depuis la Sibérie, où il est en déplacement, que les terroristes « seront anéantis ».
Le président américain Barack Obama soutient les victimes et condamne l'acte terroriste.
Le président français Nicolas Sarkozy et le ministre des Affaires étrangères Bernard Kouchner condamnent l'attentat.

## Enquête

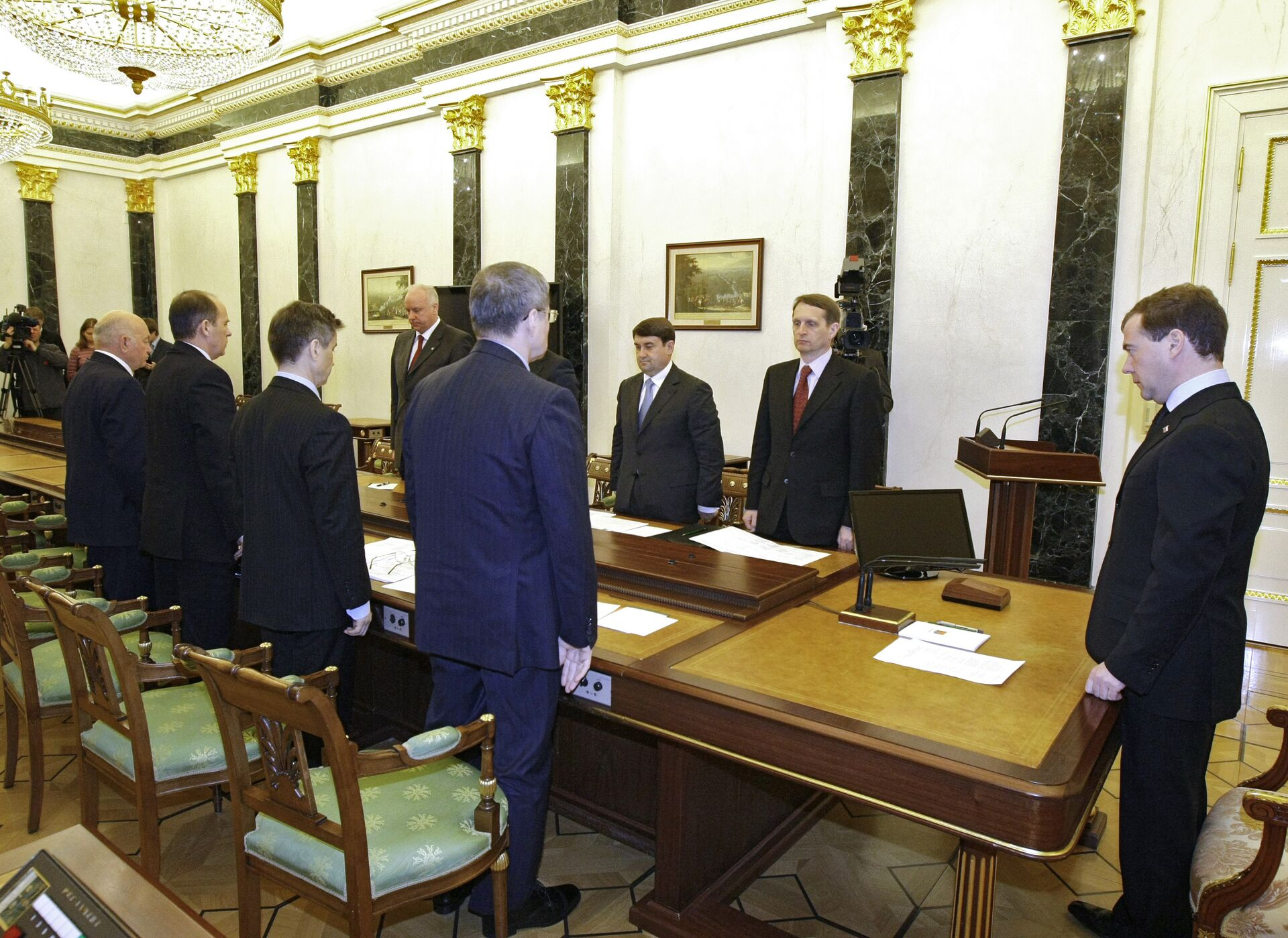
Minute de silence observée au Kremlin avant une réunion.

Les services de renseignements intérieurs russes (FSB) annoncent une piste de terroristes nord-caucasiens.
L'organisation policière internationale Interpol a proposé de mettre ses moyens logistiques à disposition de l'enquête et compte ainsi organiser une collaboration internationale dans l'élucidation de cet attentat.
Les deux femmes kamikazes ont été identifiées comme Mariam Charipova, 28 ans, du village de Balakhani (150 habitants), à 160 km de la Makhatchkala, la capitale du Daghestan, et Djennet Abdoullaïeva, 17 ans, aussi orthographié Djanet, de son nom de famille, Abdourakhmanova, c'était la veuve d'Oumalat Magomedov, chef de la rébellion islamiste au Daghestan.
Diplômée de l'université en maths et en psychologie, Mariam Charipova était directrice adjointe de l'école municipale.
Magomedali Vagabov, considéré comme le responsable de ces attaques, a été éliminé lors d'un assaut des forces de sécurité russe le 21 août 2010 opéré dans la localité de Gounib au Daghestan

## Galerie

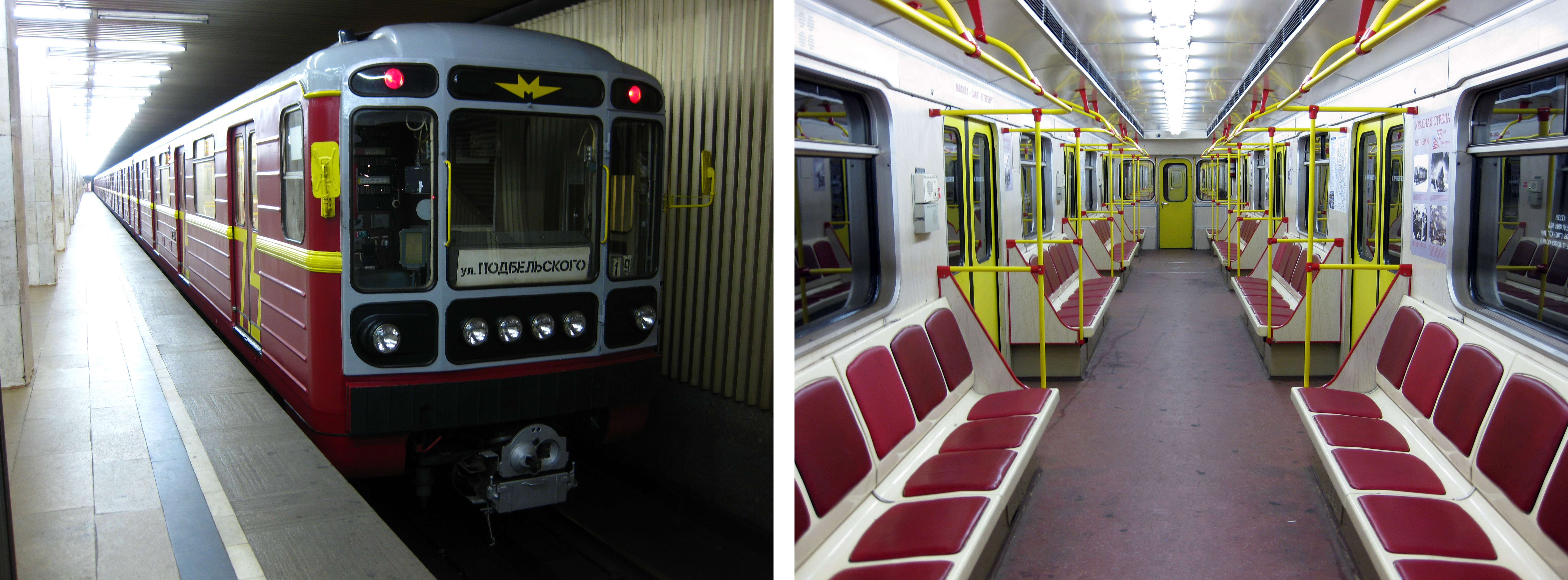
La « branche rouge (ligne rouge)
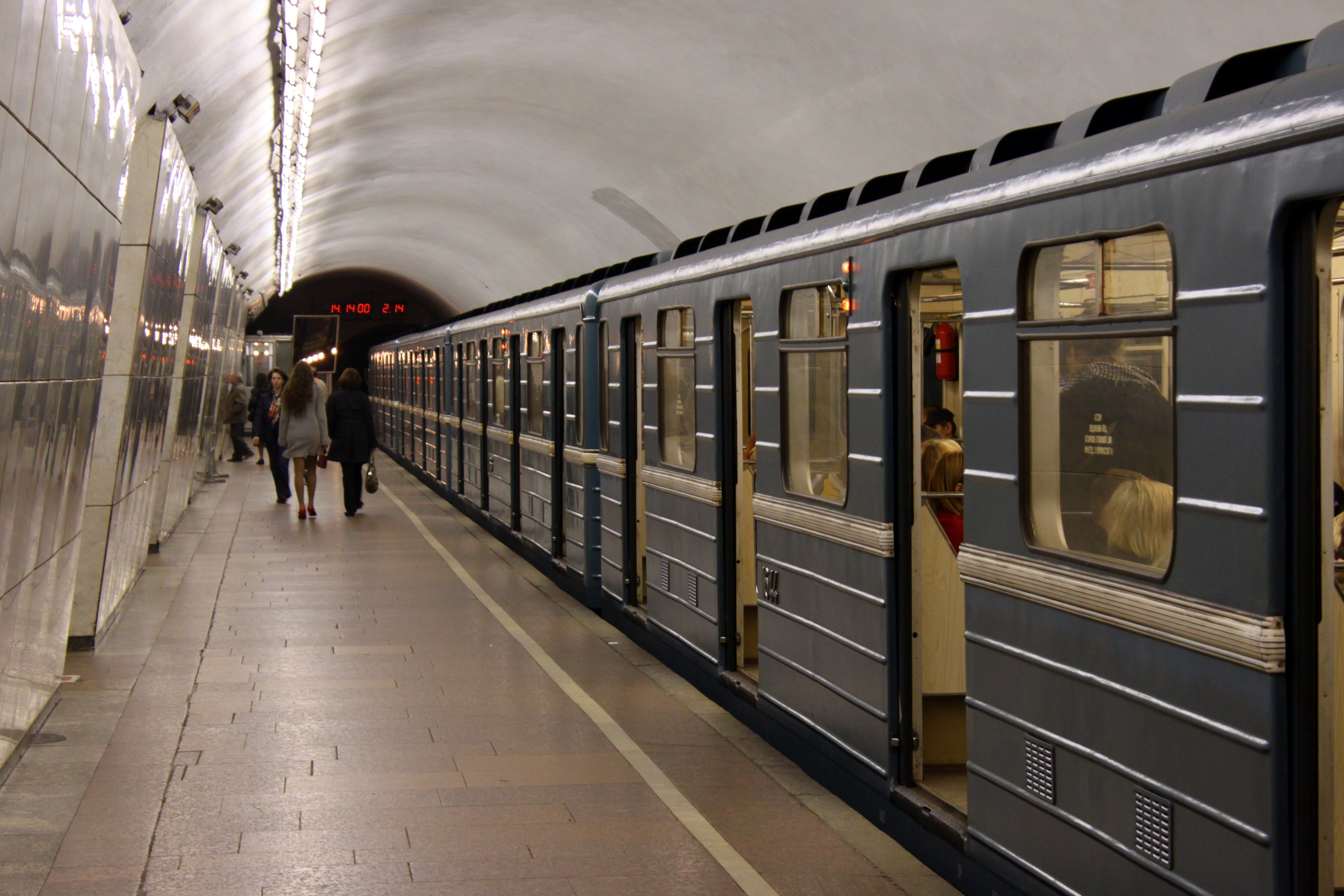
La station de métro Loubianka.
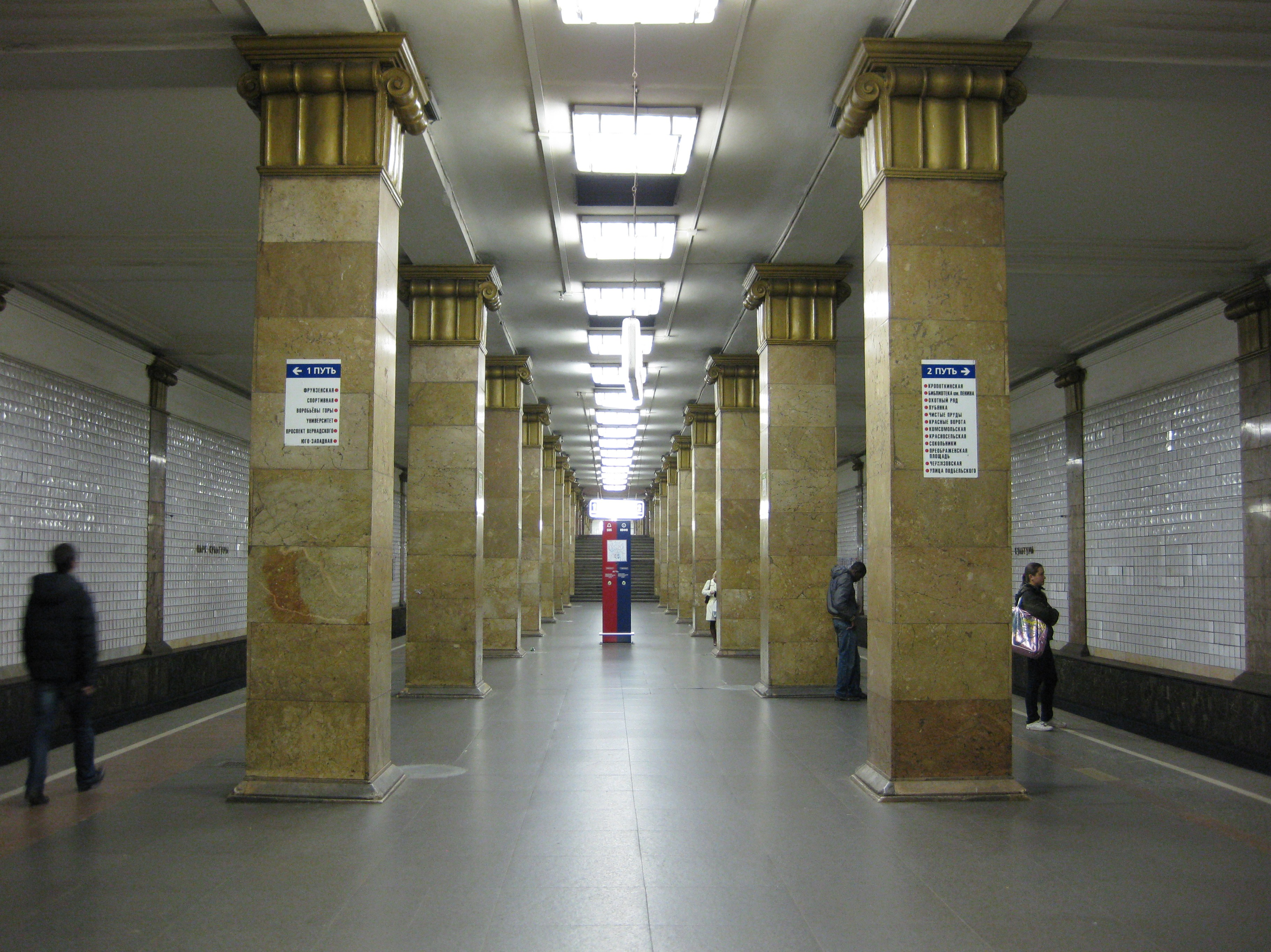
La station de métro Park koultoury.
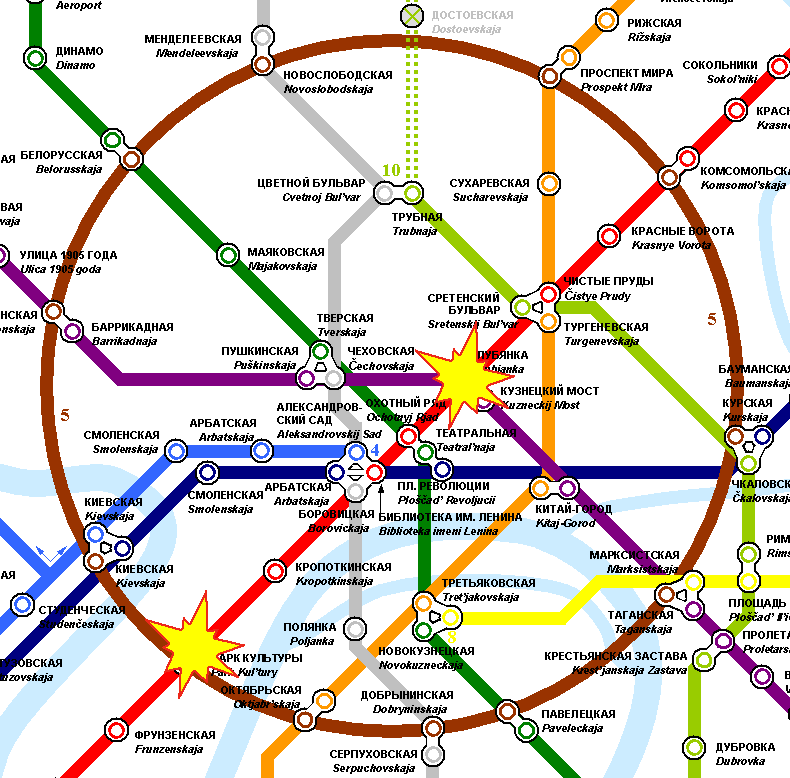
Lieux des attentats sur la carte du métro.